# Moore Mountains
Die Moore Mountains sind eine kleine, markante Gebirgsgruppe in der antarktischen Ross Dependency. Sie ragen unmittelbar nördlich des New Year Pass in der Queen Elizabeth Range auf.
Erkundet wurden die Berge im Jahr 1957 von der neuseeländischen Südgruppe bei der Commonwealth Trans-Antarctic Expedition (1955–1958). Namensgeber ist Richard Douglas Moore (1903–1965), Schatzmeister des Ross Sea Committees.